# Evaldo Silva dos Santos
Evaldo Silva dos Santos (nacido el 4 de enero de 1983) es un futbolista brasileño que se desempeña como defensa.
En 2004, Evaldo se unió al São Caetano de la Campeonato Brasileño de Serie A. Después de eso, jugó en el Grêmio, Santos y Coritiba. Como jugador desarrolló su carrera en Brasil, Japón, Malta y Malasia.

## Trayectoria

### Clubes
| Club             | País    | Año         |
| ---------------- | ------- | ----------- |
| São Caetano      | Brasil  | 2004 - 2005 |
| América          | Brasil  | 2005        |
| Marília          | Brasil  | 2005        |
| Vila Nova        | Brasil  | 2006        |
| Grêmio           | Brasil  | 2006        |
| FC Tokyo         | Japón   | 2007        |
| Santos           | Brasil  | 2008        |
| Coritiba         | Brasil  | 2008 - 2009 |
| Bahia            | Brasil  | 2009        |
| Ponte Preta      | Brasil  | 2009        |
| Criciúma         | Brasil  | 2010        |
| Novo Hamburgo    | Brasil  | 2011        |
| Murici           | Brasil  | 2012        |
| Tarxien Rainbows | Malta   | 2012 - 2013 |
| Villa Nova       | Brasil  | 2013 - 2014 |
| Brasil           | Brasil  | 2014        |
| Selangor FA      | Malasia | 2014        |
| Mamoré           | Brasil  | 2015        |
| Brasil           | Brasil  | 2016 - 2017 |
| Joinville        | Brasil  | 2018 -      |